# Conforama
Ne doit pas être confondu avec Congorama ou Castorama.
Conforama est un détaillant de mobilier et objets de décoration fournis en kit à assembler, d'origine française, filiale du groupe franco-autrichien Mobilux (magasins en France) et du conglomérat sud-africain Steinhoff (magasins à l'étranger).

## Histoire
Au début des années 1960, Pierre et Guy Sordoillet, Jean Moll et Jacques Ragageot, confortés par Daniel Fontaine, appuyés par des marchands de meubles du nord et par le fabricant bordelais Charles Minvielle, créent le « Carrefour du meuble » en testant une formule de discount dans les dépendances d'une vieille ferme de la banlieue de Lyon. Dès 1967, le premier Conforama ouvre à Saint-Priest, dans un bâtiment industriel de 2 500 m2 de surface.
En 1976, Conforama est acquis par la société financière Agache-Willot qui connaît, en 1981, de graves difficultés judiciaires.
Fin 1984, le gouvernement Fabius confie la holding financière à Bernard Arnault qui convoite la marque de luxe Dior.
En 1991, Conforama est racheté par Pinault SA.
Le premier site web marchand voit le jour en 1998.
En 2010, Conforama est le numéro deux de l'ameublement en France, derrière Ikea, avec une part de marché de 14 %.
En mars 2011, Conforama est cédé à Steinhoff International pour 1,2 milliard d'euros,. Cette cession s'inscrit dans la stratégie de François-Henri Pinault de recentrer PPR sur le luxe et sur des marques internationales d'équipement de la personne.
En mars 2016, Conforama propose de racheter Darty alors en pourparlers avec la Fnac. Le 18 mars, Darty accepte le mariage avec Conforama et délaisse la Fnac mais, le 26 avril, Conforama abandonne l'idée du rachat de Darty,. La même année, elle se dote d'une place du marché Mirakl.
Le 20 avril 2017, Conforama devient « partenaire titre » du championnat de France de football pour trois ans de naming avec la Ligue 1 rebaptisée « Ligue 1 Conforama » à compter de 2017-2018. L'opération est saluée comme une réussite à peu de frais pour Conforama[réf. nécessaire], la marque américaine Domino's Pizza ayant fait une offre assez faible[réf. nécessaire], et le groupe de téléphonie Orange jusqu'alors en place se recentre sur l'Olympique de Marseille.
Le 13 mai 2017, Showroomprive.com annonce une prise de participation de 17 % de Conforama dans la société française de déstockage en ligne, sous réserve de l'autorisation de l'AMF.
Le 11 janvier 2018, cette participation de 157,4 millions d'euros est cédée dans l'urgence sur instruction de Steinhoff. Conforama récupère 79 millions d'euros de trésorerie mais la vente au groupe Carrefour se réalise avec une décote de 50 %. Un mois après l'annonce de la prise de participation dans Showroomprivé, Alexandre Nodale, le PDG de Conforama annonce la transformation des quatre Confo Dépôt en Maison Dépôt et l'ouverture de deux nouveaux points de vente de cette enseigne, le lancement d'une nouvelle enseigne de literie premium, baptisée "Il était une nuit" ainsi que le lancement de « Confo! », qui propose les incontournables de la marque et doit relancer le développement du groupe sur le marché français.
Conforama annonce, le 24 octobre 2017 l’acquisition de l’enseigne de literie premium Mon Lit et Moi pour accélérer son projet de literie premium. Mon Lit et Moi compte 17 points de vente au moment de son rachat et deux ouvertures de magasin sont prévues, à Paris et Strasbourg, dans le cadre du projet de Conforama.
Le 30 novembre 2017 le chantier de l'entrepôt géant de Conforama à Tournan-en-Brie est inauguré. Cet entrepôt de 177 500 m2, 800 mètres de long, 187 quais et d'une capacité de stockage d’environ 270 000 palettes affiche des caractéristiques hors normes. Il doit permettre de traiter 55 % des flux de l'entreprise, alimenter l'ensemble des points de vente au Nord d'une ligne entre Bordeaux et Besançon et accompagner le développement de la société dans le commerce en ligne afin de centraliser les produits pour gérer les expéditions. Son exploitation est confiée à ID Logistics.

### Affaire Steinhoff (décembre 2017)

#### Affaire Steinhoff
Début décembre 2017, la maison mère de Conforama, Steinhoff International, se retrouve prise en pleine tourmente après l'annonce du départ de Markis Jooste, aux manettes du groupe depuis 17 ans, sur fond de scandale comptable. Le titre de la multinationale d'origine sud-africaine, cotée à la bourse de Francfort, baisse alors de près de 60 % le 6 décembre 2017. Les comptes 2017 devaient être publiés en décembre avant que le groupe ne détecte un trou de 2 milliards d'euros dans son bilan. La nouvelle direction annonce le 3 janvier 2018 qu'il lui faudra également reformuler ses comptes de 2015, voire ceux d'exercices antérieurs. La révélation du fait que les comptes de 2015, voire ceux des années précédentes, puissent ne pas être exacts aggrave la situation de l'entreprise qui, avant Noël, a vu certaines de ses facilités de crédit être suspendues, voire retirées, alors même que son endettement dépasse les 10 milliards d'euros. Les irrégularités semblent provenir d'une surestimation du chiffre d'affaires de certaines filiales européennes. Or, l'essentiel de la dette, soit 8,5 milliards d'euros, est logé dans la branche européenne à laquelle Conforama appartient.

#### Plan d'autofinancement chez Conforama
Sur les 10,7 milliards d'euros de dette de Steinhoff, environ 2 milliards arrivent à échéance courant 2018. Pour faire face à cette situation financière précaire, les filiales du groupe doivent trouver par elles-mêmes les liquidités nécessaires à la poursuite de leur activité. C'est dans cette logique que s'inscrit la revente par Conforama de sa participation de 17 % dans Showroomprivé. Conforama se fait notamment aider par la banque Rothschild pour compléter cette réserve d'argent frais.
Le 24 janvier 2018, Conforama conclut un accord pour un financement de 115 millions d'euros sur trois ans avec la société de gestion d'actifs Tikehau et indique alors avoir finalisé avec un mois d'avance son plan autonome de financement. Selon son PDG Alexandre Nodale, le groupe dispose alors de près de 200 millions d’euros de liquidités supplémentaires. Ils doivent permettre d'assurer durablement son indépendance et sa stabilité financière, tout en menant à bien leurs projets de développement multicanal.
Cet argent frais permet à l'enseigne d'envisager un printemps plus serein, tout en restant dépendante des décisions prises à l'encontre de sa maison mère, celle-ci pouvant à tout moment mettre en vente ses actifs pour se renflouer.
En janvier 2018, l'agence Reuters annonce que Conforama est sous le coup d'un mandat ad hoc et qu'un administrateur judiciaire a été désigné.

#### Ouverture du premier concept Confo!
Alors que le groupe n'a publié ni son chiffre d'affaires, ni sa part de marché, dévoilés habituellement lors de la présentation des chiffres du meuble en février, l'enseigne ouvre le 11 avril 2018 son premier magasin « Confo! » à Ussel. Ce concept de proximité est de présenter l'essentiel de l'offre de Conforama autour de ses familles de produits les plus porteuses, tout en proposant grâce à des bornes connectées l’ensemble des produits disponibles sur leur site internet. Ces magasins de surface allant de 1 500 à 2 000 m2 sont destinés à s’implanter dans les petites zones, permettant de positionner l’enseigne sur des lieux où elle n’est pas encore présente.

### Plan de refinancement (avril 2019)
BFM Business annonce le 27 février 2019 que le distributeur est mis en vente par son actionnaire Steinhoff qui espère récupérer entre 600 et 700 millions d’euros. Ce prix serait néanmoins difficile à obtenir au regard des performances du groupe. Malgré la concurrence d'Ikea et du commerce en ligne, Steinhoff justifie ses ambitions par la valeur des murs des 337 magasins Conforama implantés en France, en Espagne et en Suisse.
Finalement, l’enseigne reçoit 316 millions d’euros de la part de sa maison-mère pour se renflouer et se restructurer. 200 millions d’euros seront d’abord utilisés pour rembourser une partie de la dette de l’enseigne qui s’élève à 1,6 milliard d’euros. Les 116 millions d’euros restant financeront des fermetures de magasins et des suppressions d’emplois. En vue de cette restructuration, la gouvernance est revue, Alexandre Nodale passant la main le 15 avril 2019 à un nouveau tandem. Celui-ci est formé par Helen Lee Bouygues en tant que présidente non exécutive du groupe Conforama et de Cédric Dugardin comme PDG. La première a fait ses armes chez McKinsey et est considérée comme une spécialiste du redressement des entreprises en difficultés. Elle s’est illustrée, dans le groupe Vivarte, par la suppression de 1 481 emplois en 2015, dont 1 344 à La Halle, son vaisseau amiral. Cédric Dugardin est également un dirigeant spécialisé dans le retournement et la transformation d’entreprises. Il a fait ses armes chez PricewaterhouseCoopers et a été patron de l’enseigne de fast-food Quick entre 2013 et 2016. Dans l'attente des résultats de cette restructuration, But, Fnac Darty et le groupe Casino sont évoqués comme potentiels repreneurs.
Le 19 juin 2019, le groupe Steinhoff publie ses résultats de 2018 avec un exercice clos en septembre. La filiale française Conforama y affiche un chiffre d'affaires de 3,4 milliards d'euros avec un résultat opérationnel passant dans le rouge, accusant un déficit de 24 millions d'euros alors qu'il était positif de 90 millions d'euros en 2017.

### Annonce du plan social (juillet 2019)
Le 1er juillet 2019, Conforama annonce pour 2020 la fermeture de 32 magasins et celle des dix magasins de l'enseigne Maison Dépôt. Sur les 32 magasins devant fermer, employant 1 050 salariés au moment de l'annonce, huit sont situés en Île-de-France où deux des trois magasins parisiens sont promis à la fermeture. 600 suppressions de postes sont ainsi prévus dans les 164 magasins Conforama restant ouverts, 124 suppressions au siège social et 26 au service après-vente tandis que les 100 emplois des boutiques Maison Dépôt vont disparaître. D'après Mouloud Hammour de FO, "selon la direction, les premières lettres de licenciement seront envoyées le 1er janvier 2020 et le plan sera finalisé au plus tard fin mars 2020.
Les 32 établissements qui vont devoir fermer leurs portes sont les magasins d’Antibes, d’Avallon, de Calais, Chalon-sur-Saône, Château-Thierry, Châtellerault, Chelles, Cosne-sur-Loire, Dreux, Fleury-Mérogis, Gondreville, Grenoble, La Chapelle-des-Fougeretz, La Tour-du-Pin, Laon, Leers, Louvroil, Millau, Montauban, Morsbach/Forbach, Orange, Pamiers, Paris Étoile, Paris Pont-Neuf, de Sormiou, Saint-Dié-des-Vosges, Saint-Genis-Pouilly, Saint-Memmie, Saint-Ouen, Vélizy, Vendenheim et Vitry-sur-Seine.
Ce plan social pourrait n’être qu'une première étape, les créanciers de Conforama souhaitant vendre le groupe à la découpe selon le journal français Le Parisien.

#### Origines des difficultés
Pour justifier la mise en place de ce projet de restructuration, l'enseigne invoque d'importantes pertes cumulées, de l'ordre de « près de 500 millions d'euros » en France depuis 2013. L'enseigne fait également face à une baisse des ventes, qui ont décliné de 4 % en 2018 avec un chiffre d'affaires en recul de 2 % dans un marché du meuble en repli sur l'année 2018.
Dans un communiqué, Conforama explique que cette situation est également due aux "mutations profondes du secteur de la distribution et plus particulièrement celui de la distribution spécialisée" avec la concurrence accrue du commerce en ligne, d'Ikea et de But. Si le commerce en ligne représente 15 % du marché, il ne représente que 8 % des ventes de l'enseigne en 2018 selon Le Parisien.
Les syndicats soulignent l'arrêt des investissements, notamment la non-ouverture de certains magasins comme le nouveau Maison dépôt prévu à Allonnes qui a reçu 70 % de son approvisionnement pour finalement ne pas ouvrir ses portes. Gérald Gautier, secrétaire de la section fédérale du Commerce & VRP à Force ouvrière, ressort que Conforama a bénéficié de 63 millions d'euros de crédit d'impôt pour la compétitivité et l'emploi et qu'aucun investissement n'a été fait pour conserver l'emploi ou moderniser l'enseigne.
Malgré ses difficultés financières, l'entreprise a choisi en 2017 d'investir dans la Ligue 1 pendant trois saisons pour un contrat de près de 25 millions d'euros par an.

### Mise en vente de la filiale ibérique
Selon une information du Figaro du 15 juillet 2019, les créanciers du groupe auraient mis en vente la filiale ibérique de l’enseigne. Pour ce faire, Conforama a confié le mandat pour cet actif à Rothschild. Cette filiale est la première du groupe à l’étranger, devant la Suisse, et représente 13 % de son chiffre d’affaires total (440 millions d’euros), l’enseigne y détient 38 magasins en Espagne, où elle est présente depuis 1984 et 11 au Portugal, où elle a ouvert son premier magasin en 1983. Contrairement au marché français, les magasins Conforama sur la péninsule ibérique se portent bien et ont permis à l’enseigne, avec les sept autres filiales étrangères du groupe, de financer ses pertes sur le marché hexagonal. Selon Le Figaro, la vente de ces magasins devrait rapporter 250 millions d’euros et pourrait intervenir avant la fin d'année 2019, des contacts ayant été pris avec la chaîne d’ameublement italienne Mondo Convenienza.
Selon Le Parisien, le montant de la vente ne sera pas remis au pot, ni consacré au plan de restructuration. Il sera prioritairement alloué aux créanciers, comme le prévoit le modèle de financement appelé « New Money » inscrit dans les termes de la convention conclue début avril entre le groupe Conforama et ses créanciers, qui a été approuvée par le tribunal de commerce de Meaux. D'après un document public du groupe Steinhoff du 15 avril 2019, sur le financement de Conforama et les résultats financiers 2018 du groupe sud-africain qui détient l'enseigne, les créanciers, aux commandes depuis avril via une fiducie, ont d'ores et déjà prêté 190 millions d'euros à Conforama France, sur les 316 millions d'euros annoncés de crédit globaux à l'entreprise. la plus-value attendue grâce au premier acte du démantèlement du groupe, soit 87 millions d'euros, irait ainsi aux 21 fonds d'investissement créanciers parmi lesquels KKR Credit Advisors, Goldman Sachs ou encore Owl Creek Partners.
Le 24 septembre 2019, lors de la quatrième réunion de négociation d’un plan de sauvegarde de l’emploi (PSE) avec la direction, le DRH du groupe, Olivier Guigner, et le directeur du développement social, Philippe Gaucher, annoncent le départ de Cédric Dugardin, le PDG, qui sera remplacé au 30 septembre par Marc Ténart. Cédric Dugardin n'aura été à la tête de l'enseigne que quelques mois, le temps de mettre en place le plan d’amaigrissement mais aura échoué à vendre l’entreprise, comme le souhaitait son actionnaire sud-africain. Helen Lee Bouygues reste, quant à elle, à la tête du conseil d'administration de l'enseigne. Marc Ténart était auparavant à la tête du groupe Kingfisher, maison-mère de Castorama,.

### Accord autour du plan de réduction des effectifs (novembre 2019)
Conforama annonce avoir trouvé un accord majoritaire avec trois des organisations syndicales, mais sans la CGT sur les mesures d'accompagnement du plan de sauvegarde de l'emploi le 15 novembre 2019. L'accord prévoit un dispositif de départs volontaires et pour les licenciements des indemnités supra-légales, qui s'ajoutent aux indemnités conventionnelles de licenciement, de 1,1 mois de salaire par année d'ancienneté, plafonnées à 140 000 euros. L'accord adopté après onze réunions de négociation prévoit aussi un dispositif de transition pour les personnes de 59 ans et plus. Les salariés volontaires pourront bénéficier de 65 % de leur rémunération pendant 36 mois avant leur passage à la retraite. L'accord prévoit également des mesures d'accompagnement à la mobilité interne et externe. Un accord de méthode a également été signé, qui repousse le délai d'information-consultation au 11 février 2020, compte tenu des élections professionnelles en cours.

### Crise du Covid-19 et demande de prêt avec la garantie de l'État
En avril 2020, Marc Ténart affirme que les difficultés financières de l'entreprise se sont éteintes à la suite de l'accord conclu en avril 2019 avec l'ensemble de ses partenaires. Avant que la pandémie de Covid-19 ne frappe la France et que les mesures de confinements liés à la pandémie de Covid-19 en France soient décrétées, il soutient qu'avec le plan de restructuration en cours, l'entreprise, sur l'exercice fiscal commencé au 1er octobre, avait un cash-flow cumulé largement positif et était sur la bonne trajectoire de retour à la profitabilité, respectant tous ses covenants. Conforama a donc déposé une demande de prêt avec la garantie de l'État dans le cadre du plan d'urgence décidé par le gouvernement afin d'éviter qu'à la catastrophe sanitaire ne s'ajoute une catastrophe économique. Le dispositif prévoit un montant maximum emprunté de trois mois de chiffre d'affaires, le groupe revendiquant en vitesse de croisière « 45 millions d'euros de chiffre d'affaires par semaine ». Cependant, celui-ci n'obtient pas de réponse, que ce soient des quatre banques partenaires HSBC, Crédit du Nord, LCL et BNP Paribas ou du Ciri, le comité interministériel de restructuration industrielle.

#### Tensions avec BNP Paribas
Le 16 mai 2020, les syndicats Force Ouvrière, CGT et CFE-CGC alertent dans des communiqués distincts sur les difficultés d'accès de l'enseigne à un prêt garanti par l'État. FO indique que « BNP Paribas s'est distinguée le 15 mai en ne participant pas, sans aucune explication, à une réunion organisée par le Ciri ». Pour sa part, la CFE-CGC souligne que « depuis le début des négociations cette banque fait défaut et exige des garanties incroyables ». Selon le syndicat des cadres, « dans quelques jours et sans réponse favorable, la société Conforama devra passer par la cessation de paiement d'après ses dirigeants ».
De son côté, la banque se targue de ne pas être la banque de Conforama France et que si un nouveau projet industriel et commercial, de long terme et mobilisant les actionnaires actuels ou de nouveaux actionnaires, devait se dessiner, BNP Paribas l’examinerait.
Alors que le déconfinement débute le 11 mai en France, Conforama ne rouvre que de façon très progressive « de manière à valider nos schémas d'organisation » selon un porte-parole de l'enseigne avec seulement une vingtaine de points de vente ouverts sur un total de 164. De son côté, But rouvre 310 de ses magasins lors de cette même semaine.

#### Intérêt croissant deBut
Selon les informations du Parisien, une des solutions à l'étude pour sauver l'enseigne d'ameublement serait un rapprochement entre Conforama et But, comme cela avait été le cas en 2016 entre Fnac et Darty. Les deux enseignes d'ameublement resteraient ainsi autonomes, mais auraient le même actionnaire. Les actionnaires de But, le groupe d'ameublement autrichien Lutz et le fonds d'investissement CD & R, seraient prêts à mettre la main à la poche, à hauteur de 200 à 300 millions d'euros, pour assurer les échéances à court terme de Conforama. Alexandre Falck, PDG de But, confirme avoir été approché par les pouvoirs publics ainsi que l'intérêt des actionnaires pour une reprise de Conforama France. Néanmoins, il prévient que But « ne mettra pas un sou pour assurer les retours sur investissements exorbitants qui avaient été prévus par les créanciers. »
Le 22 mai, lors d'une réunion par visioconférence avec le Ciri, les syndicats demandent au gouvernement des « informations fiables » sur le sort de Conforama, notamment sur les raisons pour lesquelles aucun prêt n'a été accordé au groupe et sur les conditions de rachat proposées par le concurrent But. Selon FO, le PSE est désormais « gelé » faute de financement et, sans l'obtention du prêt avec la garantie de l'État, 1 500 salariés pourraient alors être licenciés avec le minimum légal, sans le supra-légal négocié par les syndicats et la direction.

#### Mobilisation en Seine-et-Marne
À l'issue de rencontres intersyndicales, Stéphanie Do, députée dans la 10e circonscription de Seine-et-Marne, et Paul Miguel, président de la communauté d’agglomération Paris-Vallée de la Marne, adressent chacun le 19 mai un courrier à Bruno Le Maire, ministre de l’Économie, pour l’alerter sur la situation de l’entreprise et sa difficulté à accéder au prêt avec la garantie de l'État. Paul Miguel demande la mobilisation complète de l’État sur ce dossier et souhaite que l’engagement pris à ne laisser aucune entreprise livrée au risque de faillite soit « entendu du milieu bancaire qui a pu compter en 2008 sur un soutien public sans faille. » Les pertes, fiscales et sociales, seraient grandes pour les territoires concernés de la communauté d'agglomération avec la fermeture programmée du magasin de Chelles, la présence d'un point de vente à Torcy et le siège de l’entreprise basé à Lognes, qui compte sept cents salariés.

#### Vers l'abandon du prêt avec la garantie de l'État au profit d'une reprise par Mobilux
À la suite d'une réunion tenue le 5 juin 2020 au ministère de l'Économie et des Finances, les syndicats annoncent que la reprise par Mobilux est désormais la piste privilégiée en raison des difficultés à accéder au prêt avec la garantie de l'État. S'il n'y a toujours aucune offre ferme de la part de But, tous les acteurs se penchent à partir de cette date pour mener à bien les négociations avec la concurrence. Le rachat par But ne concernera que Conforama France et le détail de l'offre n'est pas encore communiqué bien qu'Alexandre Frick, président de But, ait évoqué une reprise de l'ensemble des magasins (hors ceux fermés à la suite du PSE), des salariés et des traites auprès des fournisseurs.
Après la réunion du comité social et économique du 17 juin, les syndicats se disent satisfaits du projet de reprise des actifs de Conforama en France proposé par Mobilux, l’entité juridique détenue par les propriétaires de But, à savoir le groupe de meubles autrichien Lutz et le fonds d’investissement CD&R. À eux deux, But et Conforama pèseraient un quart d’un marché du meuble français estimé à 13 milliards d’euros et passeraient ainsi devant Ikea. Mobilux financerait le PSE de novembre 2019 à hauteur de 116 millions d'euros et reprendrait tous les magasins (sauf les magasins fermés), la logistique, le SAV, le siège social, tous les salariés de Conforama (à l'exception des victimes du PSE) ainsi que tous les locaux détenus par Conforama France à l'exception de la centrale d'achat SISL. Dans le projet présenté aux syndicats, Mobilux réglerait également l’ardoise auprès des fournisseurs et réinjecterait 200 millions d’euros pour redresser Conforama selon BFM Business. D’après LSA Expert, But et Conforama se retrouveraient en concurrence frontale dans 75 villes, ce qui concernerait 150 magasins en doublons.

### Rachat par Mobilux des activités françaises et obtention du PGE
Steinhoff annonce le 8 juillet la cession de Conforama France à Mobilux, l’actionnaire de But, pour un montant non dévoilé. L’opération doit être menée à son terme après aval de l’Autorité de la concurrence. Le lendemain de l'annonce du rachat, le ministère de l’Économie, des Finances et de la Relance accorde à l'entreprise deux prêts de 100 millions et de 200 millions d’euros. Une aide pour "éviter le dépôt de bilan et créer un champion français du meuble".
Le groupe Maison de la Literie annonce le 16 juillet 2020 avoir trouvé un accord autour de l'achat du réseau Mon Lit & Moi à Conforama, celui-ci comprenant 21 magasins.
Le 23 septembre, la cession de Conforama à Mobilux est définitivement actée et marque l’arrivée d’un nouveau directeur général, Alain Souillard. Conforama-But, avec 460 magasins et près de 3,5 milliards d’euros de chiffre d'affaires devance Ikea avec plus d’un quart du marché du meuble. L'ambition du nouveau groupe est de devenir le leader omnicanal de l’équipement de la maison en France. Une nouvelle structure est créée, baptisée "l'Alliance", elle a pour but de développer les coopérations et synergies entre Conforama et But.
En janvier 2024, Mobilux se préparer à faire fusionner deux magasins But et Conforama près de Lyon, provoquant la fermeture du site logistique de Conforama à Saint-Georges-d'Espéranche en Isère et la suppression de 78 postes.
Après avoir passé quatre années côte à côte, contrôlés par les mêmes actionnaires, But et Conforama vont fusionner dans une même entité commune But Conforama Holding France SAS, créée le 6 septembre 2024.

## Activités
En 2016, Conforama reste, en France, à 16,1 % de part de marché, derrière Ikea (19,0 %) et devant But (13,4 %) les chaînes de milieu de gamme (10,6 %) et le haut de gamme (3,8 %).
Au niveau international, Conforama exploite 79 magasins dans six pays : l'Espagne, la Suisse, le Portugal, le Luxembourg, l'Italie et la Croatie.

### Produits
Conforama propose de l'ameublement, plusieurs styles cohabitent : design, moderne-contemporain, rustique. Les produits, en kit, sont quasiment tous vendus en paquets plats pour que le transport soit moins cher et que le client puisse le rapporter lui-même à son domicile et le monter. La literie y est également vendue.
Conforama propose aussi de l’électroménager, du petit électroménager, ainsi qu'un rayon hifi (image et son), dans lequel sont proposés téléphones, TV, ordinateurs...

### Implantations

#### Dans le monde
Outre la France, Conforama possède des magasins dans d'autres pays, principalement en Europe.
On compte un magasin au Luxembourg, quinze magasins en Suisse, dix-neuf magasins en Italie, quatorze magasins en Espagne, et quatre magasins au Portugal.
On notera aussi la présence d'un magasin en Nouvelle-Calédonie a Nouméa.
Le plus grand Conforama d'Europe est implanté, depuis octobre 2014, à Vendenheim près de Strasbourg, qui devrait fermer d'ici à 2020. Avec ses 8 500 m2 de surface de vente, il dépasse l'historique Colombes dans la banlieue nord de Paris.

## Identité visuelle

logo de 1981 à septembre 2003.
logo de septembre 2003 à octobre 2012.
Logo depuis octobre 2012.

## Controverses
Le groupe est régulièrement attaqué sur la question de ses achats en Chine et les conditions de travail chez ses fournisseurs.
Le 28 février 2013, un reportage d'Envoyé spécial, diffusé sur France 2, dénonce les conditions de travail et de management des employés de Conforama. Les journalistes de ce reportage se sont fait embaucher dans un magasin et ont découvert des pressions sur les employés dues aux méthodes de management telles la « stratégie de l'allié » qui consiste à classer les employés dans des fichiers de profils pour les cibler au mieux. Certains employés se disaient exténués de cela et cette pratique est dénoncée par les syndicats.
Le 16 janvier 2018, le journal Challenges est condamné par le tribunal de commerce de Paris à retirer un article sur les difficultés financières de sa maison mère. S'exposant à une amende de 10 000 € par infraction constatée, Challenges retire l'article. L'entreprise fait valoir le droit du secret des affaires. Les journaux français condamnent cette décision qui les prive de la liberté d'informer le public et diffusent largement cette condamnation,,.
Conforama a bénéficié de 63 millions d'euros de crédit d'impôt pour la compétitivité et l'emploi (CICE) entre 2014 et 2019.
Le 16 octobre, les syndicats CGT, FO, et CFE-CGC appellent à la grève pour demander que les montants des indemnités extra-légales de licenciements (1 000, 2 000 ou 2 500 €) suivant l'ancienneté soient revus à la hausse.
Début novembre 2019, une plainte portée par soixante-dix salariés de Conforama est posée à l'encontre de l'actionnaire majoritaire Steinhoff International en raison « d'agissements fautifs ». Les employés plaignants dénoncent des « présentations de faux bilans », des « atteintes au bon fonctionnement du marché », des « abus de biens sociaux » ou encore des « abus de droit de vote ». Cette plainte vise à responsabiliser la direction du groupe pour la chute des résultats dont il est rendu coupable.